# Olympische Sommerspiele 1972/Teilnehmer (Australien)
| Gelbes Symbol für Goldmedaillen mit stilisierten Olympischen Ringen | Graues Symbol für Silbermedaillen mit stilisierten Olympischen Ringen | Braundes Symbol für Bronzemedaillen mit stilisierten Olympischen Ringen |
| ------------------------------------------------------------------- | --------------------------------------------------------------------- | ----------------------------------------------------------------------- |
| 8                                                                   | 7                                                                     | 2                                                                       |

Australien nahm an den Olympischen Sommerspielen 1972 in München mit einer Delegation von 168 Sportlern (139 Männer und 29 Frauen) teil.

## Medaillengewinner

### Gold
| Name(n)                                   | Sportart  | Wettkampf                                                          |
| ----------------------------------------- | --------- | ------------------------------------------------------------------ |
| Brad Cooper                               | Schwimmen | 400 Meter Freistil                                                 |
| Shane Gould                               | Schwimmen | Frauen, 200 Meter Freistil, 400 Meter Freistil und 200 Meter Lagen |
| Beverley Whitfield                        | Schwimmen | Frauen, 200 Meter Brust                                            |
| Gail Neall                                | Schwimmen | Frauen, 400 Meter Lagen                                            |
| John Anderson und David Forbes            | Segeln    | Star                                                               |
| Thomas Anderson, John Cuneo und John Shaw | Segeln    | Drachen                                                            |

### Silber
| Name(n)         | Sportart       | Wettkampf                  |
| --------------- | -------------- | -------------------------- |
| Raelene Boyle   | Leichtathletik | Frauen, 100 und 200 Meter  |
| John Nicholson  | Radsport       | Sprint                     |
| Danny Clark     | Radsport       | 1000 Meter Zeitfahren      |
| Clyde Sefton    | Radsport       | Straßenrennen              |
| Graham Windeatt | Schwimmen      | 1500 Meter Freistil        |
| Shane Gould     | Schwimmen      | Frauen, 800 Meter Freistil |

### Bronze
| Name(n)            | Sportart  | Wettkampf                  |
| ------------------ | --------- | -------------------------- |
| Beverley Whitfield | Schwimmen | Frauen, 100 Meter Brust    |
| Shane Gould        | Schwimmen | Frauen, 100 Meter Freistil |

## Teilnehmer nach Sportarten

### Basketball
- Herrenteam
9. Platz

- Kader
Anatoli Koltuniewicz
Brian Kerle
Edward Palubinskas
Glenn Marsland
Ian Watson
Kenneth James
Perry Crosswhite
Peter Byrne
Raymond Tomlinson
Richard Duke
Thomas Bender
William Wyatt

### Bogenschießen
- Graeme Telford
Einzel: 9. Platz

- Terrence Reilly
Einzel: 15. Platz

- Terena Donovan
Frauen, Einzel: 9. Platz

### Boxen
- Dennis Talbot
Halbfliegengewicht: 9. Platz

- Michael O’Brien
Bantamgewicht: 17. Platz

- Kerry Devlin
Weltergewicht: 9. Platz

- Alan Jenkinson
Halbmittelgewicht: 9. Platz

### Fechten
- Ernest Simon
Florett, Einzel: 2. Runde

- Gregory Benko
Florett, Einzel: 2. Platz

- Marion Exelby
Frauen, Florett, Einzel: Vorrunde

- Christine McDougall
Frauen, Florett, Einzel: Vorrunde

### Gewichtheben
- George Vasiliades
Bantamgewicht: 6. Platz

- Nicolo Ciancio
Leichtschwergewicht: 6. Platz

- Peter Robin Phillips
Schwergewicht: 17. Platz

### Hockey
- Herrenteam
5. Platz

- Kader
Brian Glencross
Desmond Piper
Donald Smart
Graeme Reid
Greg Browning
James Mason
Patrick Nilan
Paul Dearing
Ric Charlesworth
Robert Andrew
Robert Haigh
Ronald Riley
Ronald Wilson
Terence McAskell
Thomas Golder
Wayne Hammond

### Judo
- Robin Moffitt
Leichtgewicht: 19. Platz

- Douglas Churchill
Halbmittelgewicht: 12. Platz

- Alexander Henry Bijkerk
Mittelgewicht: 13. Platz

- Barry Johnson
Halbschwergewicht: 19. Platz
Offene Klasse: 9. Platz

### Kanu
- John Southwood
Einer-Kajak, 1000 Meter: Halbfinale

- Adrian Powell
Zweier-Kajak, 1000 Meter: Halbfinale

- Graham Johnson
Zweier-Kajak, 1000 Meter: Halbfinale

- Dennis Green
Vierer-Kajak, 1000 Meter: Halbfinale

- Dennis Heussner
Vierer-Kajak, 1000 Meter: Halbfinale

- Rodney Fox
Vierer-Kajak, 1000 Meter: Halbfinale

- Gordon Jeffery
Vierer-Kajak, 1000 Meter: Halbfinale

### Leichtathletik
- Graeme Rootham
800 Meter: Vorläufe

- Chris Fisher
1500 Meter: Vorläufe

- Tony Benson
5000 Meter: Vorläufe

- Derek Clayton
Marathon: 13. Platz

- Mal Baird
110 Meter Hürden: Vorläufe

- Gary Knoke
400 Meter Hürden: Halbfinale

- Bruce Field
400 Meter Hürden: Vorläufe
Weitsprung: 15. Platz in der Qualifikation

- Kerry O’Brien
3000 Meter Hindernis: Vorläufe

- Lawrie Peckham
Hochsprung: 18. Platz

- Ray Boyd
Stabhochsprung: 16. Platz in der Qualifikation

- Mick McGrath
Dreisprung: 20. Platz in der Qualifikation

- Raelene Boyle
Frauen, 100 Meter: Silber 
Frauen, 200 Meter: Silber 
Frauen, 4 × 100 Meter: 6. Platz
Frauen, 4 × 400 Meter: 6. Platz

- Pam Kilborn
Frauen, 100 Meter: Halbfinale
Frauen, 100 Meter Hürden: 4. platz
Frauen, 4 × 100 Meter: 6. Platz

- Marion Hoffman
Frauen, 100 Meter: Halbfinale
Frauen, 4 × 100 Meter: 6. Platz

- Charlene Rendina
Frauen, 400 Meter: 6. Platz
Frauen, 4 × 400 Meter: 6. Platz

- Allison Ross-Edwards
Frauen, 400 Meter: Halbfinale
Frauen, 4 × 400 Meter: 6. Platz

- Cheryl Peasley
Frauen, 800 Meter: Halbfinale
Frauen, 4 × 400 Meter: 6. Platz

- Jennifer Orr
Frauen, 800 Meter: Vorläufe
Frauen, 1500 Meter: 8. Platz

- Maureen Caird
Frauen, 100 Meter Hürden: Vorläufe
Frauen, 4 × 100 Meter: 6. Platz

- Penny McCallum
Frauen, 100 Meter Hürden: Vorläufe
Frauen, 4 × 100 Meter: 6. Platz

- Erica Nixon
Frauen, Weitsprung: 15. Platz in der Qualifikation

- Lyn Tillett
Frauen, Weitsprung: 27. Platz in der Qualifikation
Frauen, Zehnkampf: 16. Platz

### Moderner Fünfkampf
- Robert Barrie
Einzel: 32. Platz

- Peter Macken
Einzel: 41. Platz

### Radsport
- Clyde Sefton
Straßenrennen: Silber 
100 Kilometer Zeitfahren: 17. Platz

- Graeme Jose
Straßenrennen: 29. Platz
100 Kilometer Zeitfahren: 17. Platz

- John Trevorrow
Straßenrennen: 32. Platz
100 Kilometer Zeitfahren: 17. Platz

- Donald Allan
Straßenrennen: 58. Platz
100 Kilometer Zeitfahren: 17. Platz

- John Nicholson
Sprint: Silber

- Danny Clark
1000 Meter Zeitfahren: Silber 
4000 Meter Mannschaftsverfolgung: 10. Platz

- John Bylsma
4000 Meter Einzelverfolgung: 4. Platz

- Steele Bishop
4000 Meter Mannschaftsverfolgung: 10. Platz

- Remo Sansonetti
4000 Meter Mannschaftsverfolgung: 10. Platz

- Philip Sawyer
4000 Meter Mannschaftsverfolgung: 10. Platz

### Reiten
- Bill Roycroft
Vielseitigkeit, Einzel: 6. Platz
Vielseitigkeit, Mannschaft: 4. Platz

- Richard Sands
Vielseitigkeit, Einzel: 7. Platz
Vielseitigkeit, Mannschaft: 4. Platz

- Brian Schrapel
Vielseitigkeit, Einzel: 27. Platz
Vielseitigkeit, Mannschaft: 4. Platz

- Clarke Roycroft
Vielseitigkeit, Einzel: 47. Platz
Vielseitigkeit, Mannschaft: 4. Platz

### Ringen
- John Kinsela
Fliegengewicht, Freistil: ??

- Raymond Barry
Bantamgewicht, Freistil: ??

- Bruce Akers
Weltergewicht, Freistil: ??

### Rudern
- Kim Mackney
Zweier ohne Steuermann: Viertelfinale

- Christopher Stevens
Zweier ohne Steuermann: Viertelfinale

- John Lee
Vierer mit Steuermann: Viertelfinale

- Peter Shakespear
Vierer mit Steuermann: Viertelfinale

- William Baillieu
Vierer mit Steuermann: Viertelfinale

- Philip Wilkinson
Vierer mit Steuermann: Viertelfinale

- Vernon Bowrey
Vierer mit Steuermann: Viertelfinale

- John Clark
Achter: 8. Platz

- Michael Morgan
Achter: 8. Platz

- Bryan Curtin
Achter: 8. Platz

- Richard Curtin
Achter: 8. Platz

- Robert Paver
Achter: 8. Platz

- Kerry Jelbart
Achter: 8. Platz

- Gary Pearce
Achter: 8. Platz

- Malcom Shaw
Achter: 8. Platz

- Alan Grover
Achter: 8. Platz

### Schießen
- Alexander Taransky
Schnellfeuerpistole: 18. Platz

- Donald Brook
Kleinkaliber liegend: 10. Platz

- Russell Dove
Kleinkaliber liegend: 25. Platz

- Sperry Marshall
Trap: 22. Platz

### Schwimmen
- Michael Wenden
100 Meter Freistil: 5. Platz
200 Meter Freistil: 4. Platz
4 × 200 Meter Freistil: 5. Platz
4 × 100 Meter Lagen: Vorläufe

- Gregory Rogers
100 Meter Freistil: Halbfinale
4 × 100 Meter Freistil: Vorläufe

- Neil Rogers
100 Meter Freistil: Vorläufe
4 × 100 Meter Freistil: Vorläufe
100 Meter Schmetterling: 8. Platz
4 × 100 Meter Lagen: Vorläufe

- Robert Nay
200 Meter Freistil: Vorläufe
4 × 200 Meter Freistil: 5. Platz

- Graham White
200 Meter Freistil: Vorläufe
400 Meter Freistil: Vorläufe
1500 Meter Freistil: 5. Platz
4 × 100 Meter Freistil: Vorläufe
4 × 200 Meter Freistil: 5. Platz

- Brad Cooper
400 Meter Freistil: Gold 
1500 Meter Freistil: 7. Platz
4 × 200 Meter Freistil: 5. Platz
200 Meter Rücken: 4. Platz
4 × 100 Meter Lagen: Vorläufe

- Graham Windeatt
400 Meter Freistil: 4. Platz
1500 Meter Freistil: Silber 
4 × 200 Meter Freistil: 5. Platz
400 Meter Lagen: 7. Platz

- Bruce Featherston
4 × 100 Meter Freistil: Vorläufe
4 × 200 Meter Freistil: 5. Platz
200 Meter Rücken: Vorläufe
200 Meter Lagen: Vorläufe
400 Meter Lagen: Vorläufe

- Neil Martin
100 Meter Rücken: Vorläufe
200 Meter Rücken: Vorläufe
200 Meter Lagen: Vorläufe
400 Meter Lagen: Vorläufe

- Paul Jarvie
100 Meter Brust: Vorläufe
200 Meter Brust: Vorläufe
4 × 100 Meter Lagen: Vorläufe

- James Findlay
200 Meter Schmetterling: Vorläufe
200 Meter Lagen: Vorläufe

- Shane Gould
Frauen, 100 Meter Freistil: Bronze 
Frauen, 200 Meter Freistil: Gold 
Frauen, 400 Meter Freistil: Gold 
Frauen, 800 Meter Freistil: Silber 
Frauen, 200 Meter Lagen: Gold 
Frauen, 4 × 100 Meter Freistil: 8. Platz

- Leanne Francis
Frauen, 100 Meter Freistil: Vorläufe
Frauen, 4 × 100 Meter Freistil: 8. Platz

- Sharon Booth
Frauen, 100 Meter Freistil: Vorläufe
Frauen, 4 × 100 Meter Freistil: 8. Platz
Frauen, 4 × 100 Meter Lagen: Vorläufe

- Helen Gray
Frauen, 200 Meter Freistil: Vorläufe

- Deborah Palmer
Frauen, 200 Meter Freistil: Vorläufe
Frauen, 100 Meter Rücken: Halbfinale
Frauen, 200 Meter Rücken: 7. Platz
Frauen, 4 × 100 Meter Freistil: 8. Platz

- Karen Moras
Frauen, 400 Meter Freistil: Vorläufe
Frauen, 800 Meter Freistil: Vorläufe
Frauen, 400 Meter Lagen: Vorläufe

- Narelle Moras
Frauen, 400 Meter Freistil: Vorläufe
Frauen, 800 Meter Freistil: 8. Platz

- Debra Cain
Frauen, 100 Meter Rücken: Halbfinale
Frauen, 200 Meter Rücken: Vorläufe
Frauen, 200 Meter Lagen: Vorläufe
Frauen, 4 × 100 Meter Freistil: 8. Platz

- Susanne Leonie Lewis
Frauen, 100 Meter Rücken: Halbfinale
Frauen, 200 Meter Rücken: Vorläufe
Frauen, 4 × 100 Meter Lagen: Vorläufe

- Beverley Whitfield
Frauen, 100 Meter Brust: Bronze 
Frauen, 200 Meter Brust: Gold 
Frauen, 4 × 100 Meter Lagen: Vorläufe

- Judith Hudson
Frauen, 100 Meter Brust: Vorläufe
Frauen, 200 Meter Brust: Vorläufe

- Susanne Funch
Frauen, 100 Meter Schmetterling: Vorläufe
Frauen, 200 Meter Schmetterling: Vorläufe
Frauen, 4 × 100 Meter Lagen: Vorläufe

- Gail Neall
Frauen, 200 Meter Schmetterling: 7. Platz
Frauen, 200 Meter Lagen: Vorläufe
Frauen, 400 Meter Lagen: Gold

### Segeln
- John Bertrand
Finn-Dinghy: 4. Platz

- David Forbes
Star: Gold

- John Anderson
Star: Gold

- Gordon Ingate
Star: 19. Platz

- Robert Thornton
Star: 19. Platz

- John Cuneo
Drachen: Gold

- John Shaw
Drachen: Gold

- Thomas Anderson
Drachen: Gold

- Denis O’Neil
Drachen: 16. Platz

- Klaas Berkeley
Drachen: 16. Platz

- Bob Miller
Drachen: 16. Platz

- Mark Bethwaite
Flying Dutchman: 8. Platz

- Timothy Alexander
Flying Dutchman: 8. Platz

### Turnen
- Peter Lloyd
Einzelmehrkampf: 92. Platz
Barren: 105. Platz
Bodenturnen: 68. Platz
Pferdsprung: 54. Platz
Reck: 85. Platz
Ringe: 98. Platz
Seitpferd: 90. Platz

- Ian Clarke
Einzelmehrkampf: 109. Platz
Barren: 96. Platz
Bodenturnen: 106. Platz
Pferdsprung: 103. Platz
Reck: 105. Platz
Ringe: 102. Platz
Seitpferd: 109. Platz

- Jennifer Sunderland
Einzelmehrkampf: 109. Platz
Bodenturnen: 99. Platz
Pferdsprung: 61. Platz
Schwebebalken: 107. Platz
Stufenbarren: 118. Platz

### Wasserball
- Herrenteam
12. Platz

- Kader
Michael Withers
Thomas Hoad
David Woods
Peter Montgomery
Ian McLauchlain
Robert Menzies
David Neesham
Leslie Nunn
Nicol Barnes
Leonard Wiegard
William Tilley

### Wasserspringen
- Donald Wagstaff
Kunstspringen: 13. Platz
Turmspringen: 11. Platz

- Kenneth Grove
Kunstspringen: 29. Platz
Turmspringen: 32. Platz

- Glenise-Ann Jones
Frauen, Kunstspringen: 26. Platz
Frauen, Turmspringen: 26. Platz